# Das Honditschkreuz
Das Honditschkreuz ist eine historische Novelle von Ingeborg Bachmann, die um 1944 entstand.
Am 18. September 1813 kommt der Theologiestudent Franz Brandstetter im Kampf gegen die französischen Besatzer in der Nähe seines Heimatortes Hermagor um.

## Inhalt

### Handlung
Drei Jahre schon studiert Franz in Wien. Nun kehrt er in den Sommerferien das erste Mal heim. Die Wiedersehensfreude seitens des Vaters hält sich in Grenzen. Das einzige Kind Franz sollte einmal den Brandstetterhof übernehmen, hatte sich aber gegen den Vater durchgesetzt. Franz will kein Bauer, sondern einmal Nachfolger des Pfarrers Freneau werden. Also sucht der Student bald nach der Ankunft seinen alten Lehrer auf. Freneau ist über den unverhofften Besuch erfreut, kann ihn sich aber nicht recht erklären. Denn drei Jahre ist Hermagor und das ganze Gailtal von den Franzosen besetzt. Freneau fragt: Wie ist Franz von Wien aus in Feindesland gelangt? Franz setzt seinen Lehrer ins Bild. Er hat einen lettre de permission für den Bezirk Villach. Ein Politiker, Vater eines Kommilitonen, hatte die Einreiseerlaubnis in Wien bei Hofe erwirkt.
Auf dem Heimweg vom Pfarrer kehrt Franz im Wirtshaus Unterberger ein. Der Wirt Jakob Unterberger ist in Hermagor in Personalunion Bürgermeister. (Maire ist die französische Bezeichnung für Bürgermeister.) Franz hat gemeinsam mit Kaspar, dem Sohn des Wirts, die Schulbank gedrückt. Franz, der doch ein Einheimischer ist, wird von Kaspars Freunden wie ein Fremder behandelt. Die jungen Burschen schimpfen Pfarrer Freneau, der aus dem Elsass stammt, einen Franzosenknecht. Es stellt sich schließlich heraus, Franz wird nur auf die Probe gestellt. Der Ankömmling macht aus seinem Hass auf die Franzosen keinen Hehl. Zusammen mit den Burschen aus Hermagor will er gegen den Feind im Land kämpfen. Dies findet den Beifall in der Runde. Doch Vorsicht ist geboten. Die Besatzer zechen in der Wirtsstube nebenan. Ihr Kommandeur, General Ruska, kann ziemlich alles ertragen, nur nicht den Spott nach einer Niederlage. Als der General volltrunken der Kellnerin Fini nachstellt, wehrt sich das schöne Mädchen. Ruska landet im Hof des Gasthauses in der Jauche. Für diese Erniedrigung bestraft General Ruska ganz Hermagor. Die Bauern müssen zahlen. Nicht jeder kann den hohen Betrag aufbringen. Zähneknirschend wird Land verkauft.
Fini, eine entfernte Verwandte des Wirts Jakob Unterberger, schätzt Franz nicht nur, weil dieser sich nach dem Zwischenfall mit dem General im Dorf für sie eingesetzt hat. Fini und Franz machen sich schöne Augen. Franz hat allerdings einen Nebenbuhler – den Hauptmann Maroni. Das ist ein Untergebener des Generals Ruska. Eigentlich ist der junge Maroni ein guter Kerl, doch für Fini ist und bleibt er ein Feind.
Franz gesteht Fini, er wird anderntags mit Burschen aus Hermagor auf die Seite der Österreicher wechseln. Unter diesen Umständen gibt Fini dem Drängen des Studenten nach und schläft mit ihm.
Zusammen mit der österreichischen Streitmacht vertreiben die jungen Burschen die Franzosen aus dem Gailtal. Der Feind flieht. Hauptmann Maroni bleibt verwundet am Straßenrand nahe bei Obervellach liegen. Nachdem die Österreicher Hermagor befreit haben, verfolgen sie die Franzosen. Franz sucht die Eltern auf. Der Vater übersieht die Heimkehr des Sohnes. Franz verlässt tief enttäuscht die Eltern und begegnet Fini. Die junge Frau eröffnet Franz, sie erwarte ein Kind. Franz – unentschlossen – hat den Aufbruch der Kriegskameraden verpasst und reitet ihnen hinterdrein. Am Wege sieht er Maroni liegen, hält an und springt vom Pferd. Maroni fühlt sich bedroht. Beide schießen fast gleichzeitig aufeinander und sterben.
Franzens Cousin Georg Wernitznig, der Honditschbauer, übernimmt später den Brandstetterhof und errichtet an jener Stelle, an der die beiden jungen Krieger gefallen sind, ein Gedächtniskreuz.

## Form
Der Text ist mit Carinthismen durchsetzt. Bartsch geht im erzähltechnischen Zusammenhang kurz auf die Rolle des Mate Banul und der Waba – zweier Nebenfiguren – ein.

## Rezeption
Als Vorlage habe der Autorin ein Heimatbuch des Hermagorer Geistlichen Hubert Pietschnigg aus dem Jahr 1931 gedient. Für Weigel hat das Werk Novellencharakter. Seine Ingredienzien seien in Heimatliteratur auffindbar.
Ingeborg Bachmann, eine Gegnerin von Landesgrenzen, habe beim Schreiben dieses „interkulturellen“ Textes einer Utopie nachgehangen. Sie wollte die „Schranken zwischen Nationalitäten“, Sprachen und Kulturen „überbrücken“.
Den Text, gegen Ende der Zeit des Nationalsozialismus geschrieben, nennt Höller ein „Werk der inneren Emigration“. Hingegen assoziiert Schmaus den Kampf gegen Napoleon mehr „mit Schillerschem Freiheitspathos“. Henninger sieht Franz und Maroni als Opfer Napoleons – beziehungsweise im übertragenen Sinne – Hitlers.
Nach Beicken könnte die junge Autorin in der Figur des Protagonisten Franz stellenweise die eigene Person schreibend ausgelotet haben.
Bartsch nennt eine weiter führende Arbeit von Peter Henninger aus dem Jahr 1995.

### Textausgaben
Erstveröffentlichung und verwendete Ausgabe
- Das Honditschkreuz. Eine Erzählung aus dem Jahr 1813. S. 489–598 in: Christine Koschel (Hrsg.), Inge von Weidenbaum (Hrsg.), Clemens Münster (Hrsg.): Ingeborg Bachmann. Werke. Zweiter Band: Erzählungen. 609 Seiten. Piper, München 1978 (5. Aufl. 1993), Band 1702 der Serie Piper, ISBN 3-492-11702-3

### Sekundärliteratur
- Peter Beicken: Ingeborg Bachmann. Beck, München 1988. ISBN 3-406-32277-8 (Beck’sche Reihe: Autorenbücher, Bd. 605)
- Peter Henninger: „Heuboden und Taschenfeiteln“? Zu Ingeborg Bachmanns Erzählung ‚Das Honditschkreuz‘. S. 118–141 in: Gudrun Brokoph-Mauch (Hrsg.), Annette Daigger (Hrsg.): Ingeborg Bachmann. Neue Richtungen in der Forschung? Röhrig Universitätsverlag, St. Ingbert 1995. ISBN 3-86110-061-4
- Kurt Bartsch: Ingeborg Bachmann. Metzler, Stuttgart 1997 (2. Aufl., Sammlung Metzler. Band 242). ISBN 3-476-12242-5
- Hans Höller: Ingeborg Bachmann. Reinbek, Rowohlt 1999 (Aufl. 2002), ISBN 3-499-50545-2
- Monika Albrecht (Hrsg.), Dirk Göttsche (Hrsg.): Bachmann-Handbuch. Leben - Werk - Wirkung. Metzler, Stuttgart 2002. ISBN 3-476-01810-5
- Sigrid Weigel: Ingeborg Bachmann. Hinterlassenschaften unter Wahrung des Briefgeheimnisses. dtv, München 2003 (Zsolnay, Wien 1999). ISBN 3-423-34035-5